# Voo Ryanair 4978
O voo Ryanair 4978 foi um voo internacional regular de passageiros partindo do Aeroporto Internacional de Atenas, Grécia, para o Aeroporto de Vilnius, Lituânia, em 23 de maio de 2021. Enquanto estava no espaço aéreo bielorrusso, foi desviado pelo governo bielorrusso para o Aeroporto Nacional de Minsk, onde dois de seus passageiros, o ativista da oposição e jornalista Raman Pratasevich e sua namorada, Sofia Sapega, foram presos pelas autoridades. O voo foi escoltado até Minsk por um caça bielorrusso sob o pretexto de uma ameaça de bomba sob as ordens do presidente Aleksandr Lukashenko.
O incidente foi amplamente condenado pela comunidade internacional, por autoridades da aviação civil e vários governos. Inicialmente, alguns Estados europeus e companhias aéreas responderam com novas restrições aos voos de e para a Bielorrússia; no dia seguinte ao incidente, a União Europeia iniciou novas sanções, incluindo o fechamento do espaço aéreo e das companhias aéreas da Bielorrússia para a UE.

## Incidente

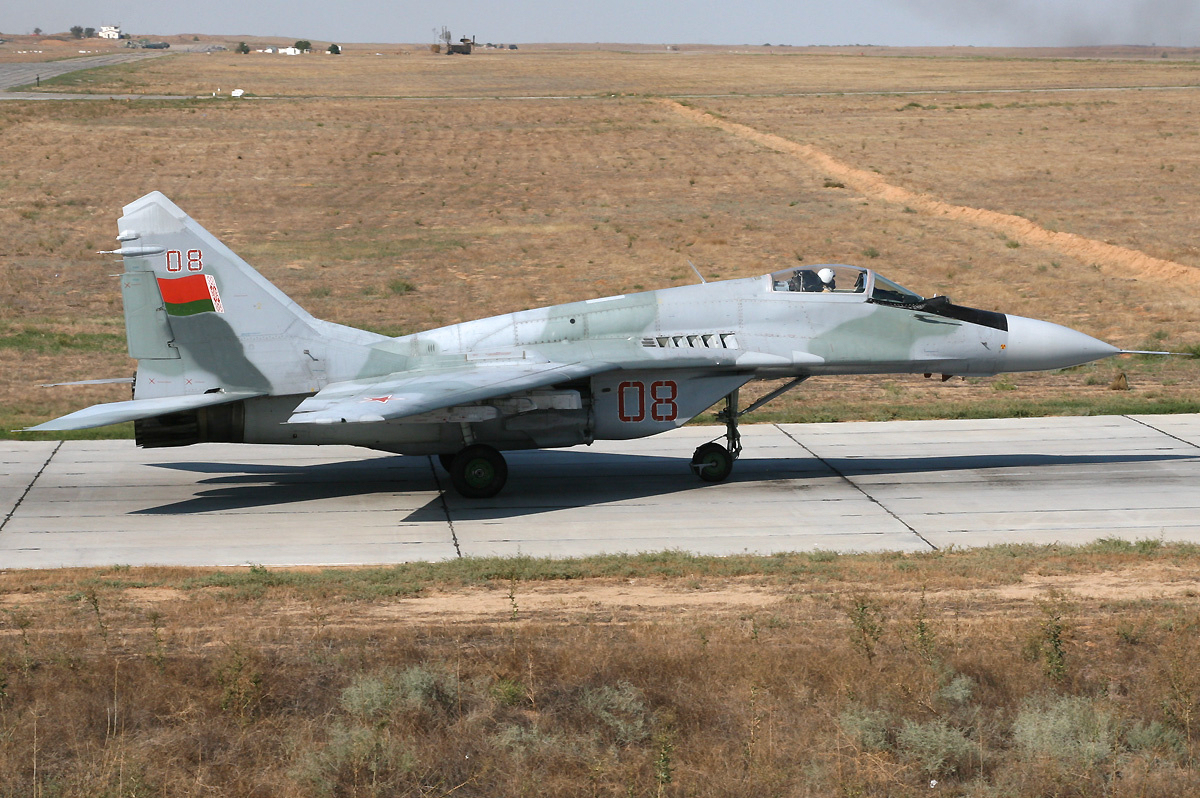
Um MiG-29 bielorrusso foi usado para interceptar o voo.

Em 23 de maio de 2021, o voo Ryanair 4978 (Atenas-Vilnius) ouve uma explosão de bomba na aeronave enquanto a aeronave estava a 83 km ao sul de Vilnius e 170 km a oeste de Minsk, mas ainda no espaço aéreo bielorrusso. De acordo com a companhia aérea, seus pilotos foram notificados pelas autoridades bielorrussas de "uma potencial ameaça à segurança a bordo" e instruídos a pousar o avião em Minsk.
O voo transportava 6 tripulantes e 126 passageiros. Em Minsk, o jornalista e ativista da oposição bielorrussa Raman Pratasevich foi removido do avião e preso com base no fato de estar listado em uma lista de procurados bielorrussos, acusado de atividades "terroristas". Sua namorada, Sofia Sapega, também foi removida da aeronave pelas autoridades bielorrussas e detida. Nenhuma explicação foi apresentada para sua prisão pelas autoridades bielorrussas. Sapega, uma cidadã russa e estudante da European Humanities University em Vilnius, foi confirmada pela universidade como tendo sido detida. Apesar do avião estar mais perto de Vilnius, o presidente bielorrusso Aleksandr Lukashenko, segundo sua assessoria de imprensa, ordenou pessoalmente que o voo fosse redirecionado para Minsk e enviou um caça MiG-29 da Força Aérea da Bielorrússia para escoltá-lo. A agência de notícias do governo bielorrusso, BelTA, disse que os pilotos pediram para pousar em Minsk. Tanto a Ryanair quanto as autoridades de segurança da Bielorrússia disseram que nenhuma bomba foi encontrada a bordo.
Além de Protasevich e sua namorada, outros quatro passageiros que se presume serem agentes bielorrussos da KGB não seguiram com o avião para a Lituânia. A líder da oposição bielorrussa Sviatlana Tsikhanouskaia pediu uma investigação do incidente pela OACI. Protasevich havia sido colocado em uma lista de "indivíduos envolvidos em atividades terroristas" no ano anterior por seu papel em protestos antigovernamentais. Tsikhanouskaya afirmou que Protasevich "enfrenta a pena de morte" na Bielorrússia. Outra fonte disse que Protasevich enfrenta quinze anos de prisão.
De acordo com fontes próximas a Tsikhanouskaya, Protasevich notou que ele estava sob vigilância no aeroporto de Atenas. Em suas mensagens, ele afirmou que um homem próximo a ele na fila e no posto de controle tentou tirar fotos de seus documentos de viagem. Além disso, Tadeusz Giczan, membro do canal Nexta Telegram editado anteriormente por Protasevich, disse que oficiais da KGB bielorrussa estiveram no voo e que "iniciaram uma briga com a tripulação da Ryanair", insistindo que havia uma bomba a bordo do avião. Uma porta-voz da empresa estatal de Aeroportos da Lituânia, Lina Beisine, disse à agência de notícias AFP que o Aeroporto Nacional de Minsk disse que o voo foi desviado "devido a um conflito entre um membro da tripulação e os passageiros".
O curso de voo do FR4978 sobre a Bielorrússia em 23 de maio tornou-se incomum antes mesmo de fazer o retorno. Com base nos dados brutos do Flightradar24, observou-se que o avião não começou a descer sobre a Bielorrússia, embora isso geralmente seja feito na preparação para o pouso em Vilnius. Uma possibilidade é que a rota incomum indique que os pilotos do avião tentaram manter a direção original para entrar no espaço aéreo lituano o mais rápido possível, mas foram forçados a desviar após a interferência do caça bielorrusso.
A aeronave foi autorizada a decolar após sete horas em solo em Minsk, chegando a Vilnius com oito horas e meia de atraso. Protasevich, Sapega e três cidadãos russos não estavam a bordo da aeronave quando ela pousou em Vilnius. Os passageiros ainda tiveram que esperar 2,5 horas sem água, sem intervalos para ir ao banheiro e sem telefonemas, enquanto 50 a 60 agentes de segurança bielorrussos no aeroporto de Minsk realizavam verificações.

## Consequências

### Posições do governo da Bielorrússia
Após o incidente, o Ministério dos Transportes da Bielorrússia anunciou que havia constituído uma comissão para investigar o pouso forçado, declarando que notificaria a OACI e a AITA sobre o andamento da investigação e publicaria um relatório logo em seguida.
Em 24 de maio de 2021, o diretor do Departamento de Aviação do Ministério dos Transportes da Bielorrússia, Artyom Sikorsky, leu uma carta por e-mail enviada ao aeroporto de Minsk em 23 de maio. Esta mensagem foi assinada pelos "soldados do Hamas" e incluía exigências a Israel para "cessar o fogo na Faixa de Gaza" e para a União Europeia parar o apoio a Israel. Foi ameaçado de explodir o avião sobre Vilnius, de acordo com esta carta. A chanceler da Alemanha, Angela Merkel, classificou a explicação bielorrussa de "completamente implausível". O Hamas negou que tenha alguma ligação com o incidente.
Em 25 de maio de 2021, o Departamento de Aviação da Bielorrússia publicou sua transcrição das comunicações de rádio entre o controle de tráfego aéreo da Bielorrússia e os pilotos do FR 4978. De acordo com essa transcrição, a operadora de voo bielorrussa disse originalmente aos pilotos que eles "tinham informações de serviços especiais" sobre a bomba a bordo, mais tarde alegou que "o material de segurança do aeroporto [sic] informou que eles receberam um e-mail". Quando o piloto perguntou se foi o aeroporto de Vilnius que recebeu um e-mail ou o aeroporto grego (Atenas), a operadora de voo bielorrussa disse que o alerta de bombardeio foi recebido por "vários aeroportos". Quando o piloto perguntou de quem era a recomendação de pousar em Minsk, ele foi informado pela operadora de voo que se tratava de "nossas recomendações".

### Sanções
Em 24 de maio, o gabinete lituano decidiu proibir todos os voos de e para a Lituânia que sobrevoassem o espaço aéreo da Bielorrússia, a partir das 00h00 GMT de 25 de maio (03h00 EEST). O secretário britânico de transportes, Grant Shapps, instruiu a Autoridade de Aviação Civil a solicitar que as companhias aéreas britânicas evitem o espaço aéreo bielorrusso. A licença da companhia aérea estatal Belavia para operar no espaço aéreo do Reino Unido foi suspensa. O presidente ucraniano Volodymyr Zelensky instruiu o governo a interromper o tráfego aéreo com a Bielorrússia.
A União Europeia realizou uma reunião de líderes em 24 de maio em Bruxelas, na Bélgica. Antes da reunião, o presidente da Lituânia, Gitanas Nausėda, pediu à União Europeia que impusesse novas sanções econômicas à Bielorrússia. Foram feitas chamadas por oito países para que os voos sobre e para a Bielorrússia fossem proibidos. Outra sugestão foi que o tráfego terrestre fosse proibido de entrar na União Europeia a partir da Bielorrússia. Na reunião, foi acordado proibir as companhias aéreas baseadas na União Europeia de voar através do espaço aéreo bielorrusso, proibir as transportadoras bielorrussas de voar no espaço aéreo da União Europeia e implementar uma nova rodada de sanções.

## Reações

### Internacionais
- O Secretário-Geral da OTAN, Jens Stoltenberg, descreveu o pouso como "um incidente sério [e] perigoso que requer investigação internacional" e exigiu o retorno seguro da tripulação e dos passageiros.[34]
- A OACI expressou sua profunda preocupação com "a aparente aterrissagem forçada" do voo. Um tweet da OACI afirmou que o pouso forçado poderia violar a Convenção de Chicago.[35]
- Os Repórteres sem Fronteiras pediram sanções internacionais para a "traição do Estado".[36]

#### União Europeia
- A presidente da Comissão Europeia, Ursula von der Leyen, descreveu o incidente como "totalmente inaceitável", afirmando que "qualquer violação das regras de transporte aéreo internacional deve ter consequências".[14]
- O Representante da União Europeia para os Negócios Estrangeiros, Josep Borrell, afirmou que "[todos] os passageiros devem poder continuar a sua viagem imediatamente".[37]
- O presidente do Conselho da União Europeia, Charles Michel, manifestou a sua preocupação e apelou à libertação de todos os passageiros.[38]

### Nacionais
- O presidente da Lituânia, Gitanas Nausėda, acusou as autoridades bielorrussas de realizar uma "ação abominável".[39] Ele também disse: "Apelo aos aliados da OTAN e da UE para reagir imediatamente à ameaça representada à aviação civil internacional pelo regime da Bielorrússia. A comunidade internacional deve tomar medidas imediatas para que isso não se repita".[40] Além disso, a primeira-ministra da Lituânia, Ingrida Šimonytė, durante a sua breve conferência de imprensa no Aeroporto de Vilnius, informou o público de que a investigação pré-julgamento foi iniciada por desaparecimento forçado e sequestro da aeronave.[41]
- O primeiro-ministro grego Kyriákos Mitsotákis, país de onde decolou o voo da Ryanair, descreveu a aterrissagem forçada de avião pela Bielorrússia como um "ato chocante" e que a pressão política sobre a Bielorrússia deve ser intensificada.[42]
- O ministro das Relações Exteriores da Letônia, Edgars Rinkēvičs, descreveu o incidente como "contrário ao direito internacional" e disse que a reação deveria ser "forte e eficaz".[39]
- O primeiro-ministro polonês Mateusz Morawiecki chamou o incidente de "um ato sem precedentes de terrorismo de Estado que não pode ficar impune".[39]
- O Taoiseach irlandês Micheál Martin descreveu o incidente como "um ato coercivo patrocinado pelo Estado" e "pirataria nos céus".[43]
- O presidente do Comitê Britânico de Relações Exteriores, Tom Tugendhat, disse que, se não foi um ato de guerra, certamente foi um ato de guerra.[32]
- O ministro das Relações Exteriores do Canadá, Marc Garneau, disse que o incidente foi "uma séria interferência na aviação civil e um claro ataque à liberdade da mídia".[44]
- A porta-voz do Ministério das Relações Exteriores da Rússia, Maria Zakharova, comparou o incidente ao conflito diplomático do avião do presidente boliviano Evo Morales na Áustria em 2013, durante a caça ao denunciante da NSA, Edward Snowden, depois que outros países europeus recusaram permissão para reabastecer ou usar seu espaço aéreo.[45]
- O primeiro-ministro interino neerlandês, Mark Rutte, condenou o ataque: "inaceitável e sem precedentes".[46]
- A vice-primeira-ministra e ministra das Relações Exteriores da Bélgica, Sophie Wilmès, classificou o desembarque como "inaceitável" e expressou preocupação.[47]
- O secretário de Estado alemão Miguel Berger exigiu "uma explicação imediata" por parte das autoridades bielorrussas.[48]
- O secretário de Relações Exteriores britânico, Dominic Raab, chamou o desembarque de uma "ação bizarra" e mencionou "sérias implicações".[49]
- O presidente dos Estados Unidos Joe Biden caracterizou o desvio forçado como uma "afronta direta às normas internacionais". Ele chamou o incidente e o vídeo subsequente com Pratasevich de "ataques vergonhosos tanto à dissidência política quanto à liberdade de imprensa" e pediu sua libertação.[50] O secretário de Estado dos Estados Unidos, Antony Blinken, condenou a suspensão do voo como um "ato descarado e chocante" e exigiu uma investigação internacional.[51] Havia cidadãos dos Estados Unidos no avião.[52] O secretário de transportes, Pete Buttigieg, anunciou que a administração Biden e a Administração Federal de Aviação estavam avaliando se era seguro para as companhias aéreas estadunidenses continuarem a operar no espaço aéreo bielorrusso.[53]
- O ministro das Relações Exteriores da França, Jean-Yves Le Drian, declarou que "o sequestro de um voo da Ryanair pelas autoridades bielorrussas é inaceitável".[54]

### Peritos legais
O advogado de aviação ucraniano, Andrei Guk, sugeriu que a interceptação da aeronave militar e o redirecionamento do avião para um aeroporto mais distante poderiam ter comprometido a segurança dos passageiros e tripulantes. Ele também observou que o Apêndice 2 da Convenção de Chicago considera a interceptação de aviões civis por aeronaves militares um último recurso, mas o caça militar bielorrusso decolou imediatamente. O professor associado da Escola Superior de Economia da Rússia, Dr. Gleb Bogush, também afirmou que a encenação (dramatização) de uma ameaça de bomba e a interceptação do avião pelas autoridades bielorrussas poderia ter colocado em risco passageiros e tripulantes e que tanto a Convenção de Chicago quanto a de Montreal deve ser usada na avaliação jurídica do caso. Ele também chamou a situação de "um precedente muito perigoso".

### Companhias aéreas
O CEO da Ryanair, Michael O'Leary, afirmou que o evento foi um "sequestro patrocinado pelo estado" e que a Ryanair acredita que "havia alguns agentes [bielorrussos] da KGB que não apareceram no aeroporto também". Em 24 de maio, a companhia aérea húngara Wizz Air redirecionou um voo de Kiev, Ucrânia, para Tallinn, Estônia, para evitar o espaço aéreo bielorrusso. A companhia aérea letã AirBaltic anunciou em 24 de maio que deixaria de voar no espaço aéreo da Bielorrússia até que a situação ficasse mais clara. A companhia aérea holandesa KLM declarou que não estava fazendo alterações na sequência de uma avaliação de risco. A Scandinavian Airlines (SAS) anunciou que, de acordo com as instruções da Agência de Transporte Sueca, o voo duas vezes por semana entre Oslo, Noruega e Kiev seria redirecionado para evitar o espaço aéreo bielorrusso.

## Aeronave
A aeronave envolvida era um Boeing 737-800, prefixo SP-RSM. A aeronave entrou em serviço com a Ryanair em maio de 2017, registrada EI-FZX na Irlanda, e foi transferida para a Ryanair Sun no registro de aeronaves polonês como SP-RSM, em novembro de 2019.